# Руханен, Урхо Нестерович

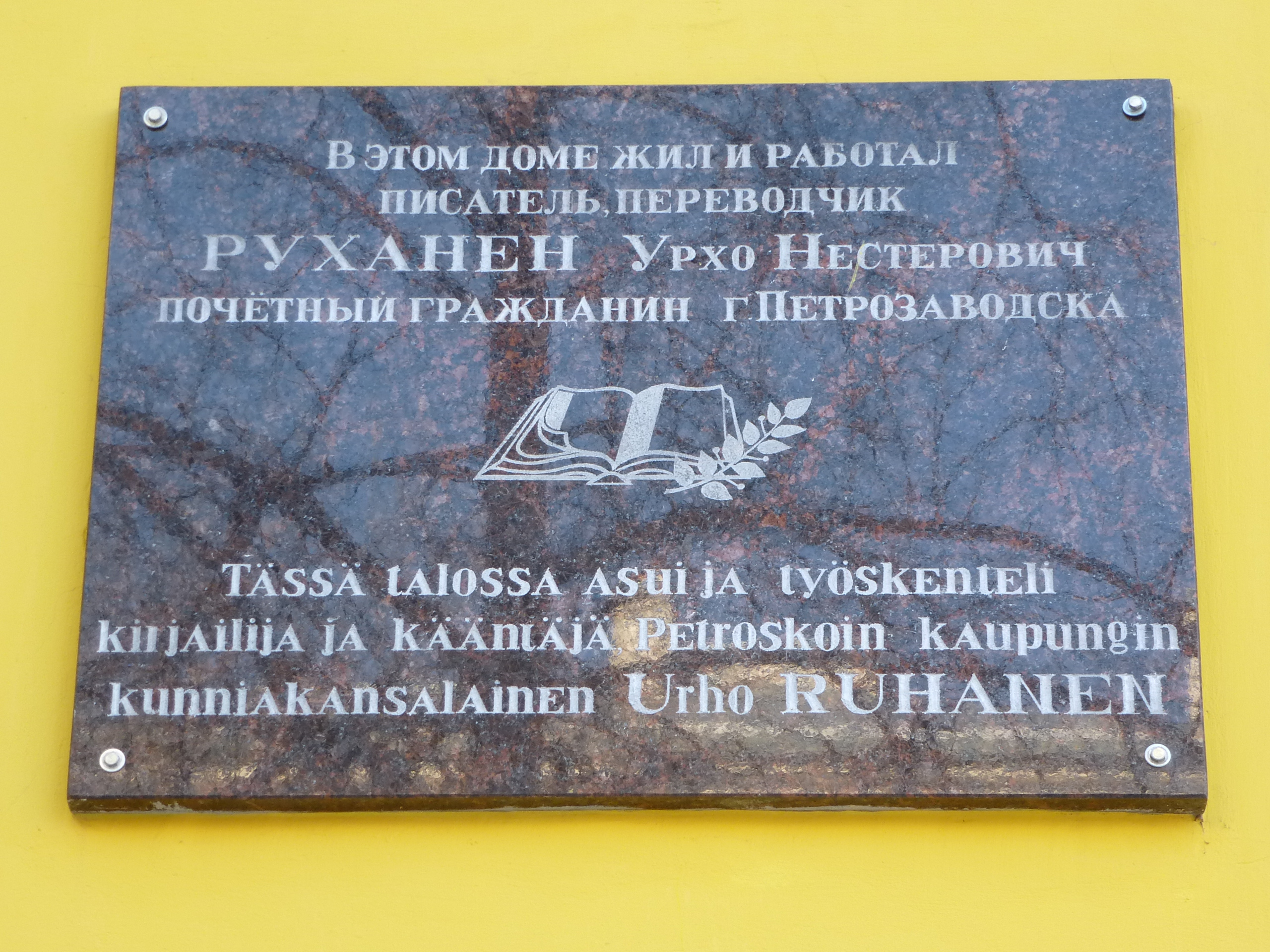
Памятная доска в Петрозаводске

У́рхо Не́стерович Ру́ханен (фин. Urho Ruhanen; 30 июня 1907, Лампосаари, Великое Княжество Финляндское — 23 июня 2001, Петрозаводск, Россия) — советский финноязычный писатель, литературовед, переводчик. Заслуженный работник культуры Карельской АССР (1977), Почётный гражданин Петрозаводска.

## Биография
Родился в местечке Лампосаари (ныне в составе Лаппеэнранта) в семье рабочего лесопильного завода. В 1913 году семья переехала в посёлок Невская Дубровка Санкт-Петербургской губернии, работал на местном лесозаводе.
В 1922—1926 годах учился в Петрозаводском педагогическом техникуме, в 1926—1928 годах преподавал в техникуме.
В 1928 году поступил в Ленинградский педагогический институт им. А. И. Герцена, затем обучался в аспирантуре института, работал преподавателем финской литературы. Сотрудничал с финноязычными журналами «Punakantele» (фин. «Красное кантеле») и «Rintama» («Фронт»), в которых были опубликованы его первые статьи.
В 1933—1937 годах — преподаватель финской и западной литературы в Карельском педагогическом институте, ответственный секретарь журнала «Rintama». В 1934 году был принят в Союз писателей СССР. Составил ряд учебников и хрестоматий для финских школ Советского Союза, переводил на финский язык учебную и художественную литературу.
В 1937 году уволен с работы в пединституте в связи с обвинением в буржуазном национализме и закрытием журнала «Rintama». Исключён из Союза писателей. В 1937—1938 годах — преподаватель финского языка в Красногвардейском педагогическом техникуме в Ленинградской области.
В июне 1938 года был арестован по ложному обвинению и осуждён в декабре 1939 года. В 1939—1946 годах находился в местах заключения.
В 1947—1961 годах Урхо Нестерович работал директором школы в селе Ведлозеро Пряжинского района Карелии.
В марте 1956 года был реабилитирован, получил право жить в Петрозаводске, был восстановлен в Союзе писателей СССР.
С 1961 года до выхода на пенсию работал редактором в финской редакции издательства «Прогресс» в Петрозаводске.
Урхо Нестерович выполнил переводы на финский язык произведений В. Беляева, В. Закруткина, Я. Коласа, В. Катаева, З. Воскресенской, М. Шагинян, В. Быкова, Э. Войнович и других писателей.

## Сочинения
- В вихрях века: Воспоминания и очерки / Пер. с фин. Э. Топпинен. — Петрозаводск: Карелия, 1991. — 269 с.: ил.

## Память
В Петрозаводске на доме № 11 по ул. Дзержинского установлена памятная доска Урхо Нестеровичу Руханену.